# Xiruana hirsuta
Xiruana hirsuta is een spinnensoort in de taxonomische indeling van de buisspinnen (Anyphaenidae).
Het dier behoort tot het geslacht Xiruana. De wetenschappelijke naam van de soort werd voor het eerst geldig gepubliceerd in 1938 door Cândido Firmino de Mello-Leitão.